# Heliura thysbe
Heliura thysbe är en fjärilsart som beskrevs av Heinrich Benno Möschler 1877. Heliura thysbe ingår i släktet Heliura och familjen björnspinnare. Inga underarter finns listade i Catalogue of Life.